# 布薩庫山

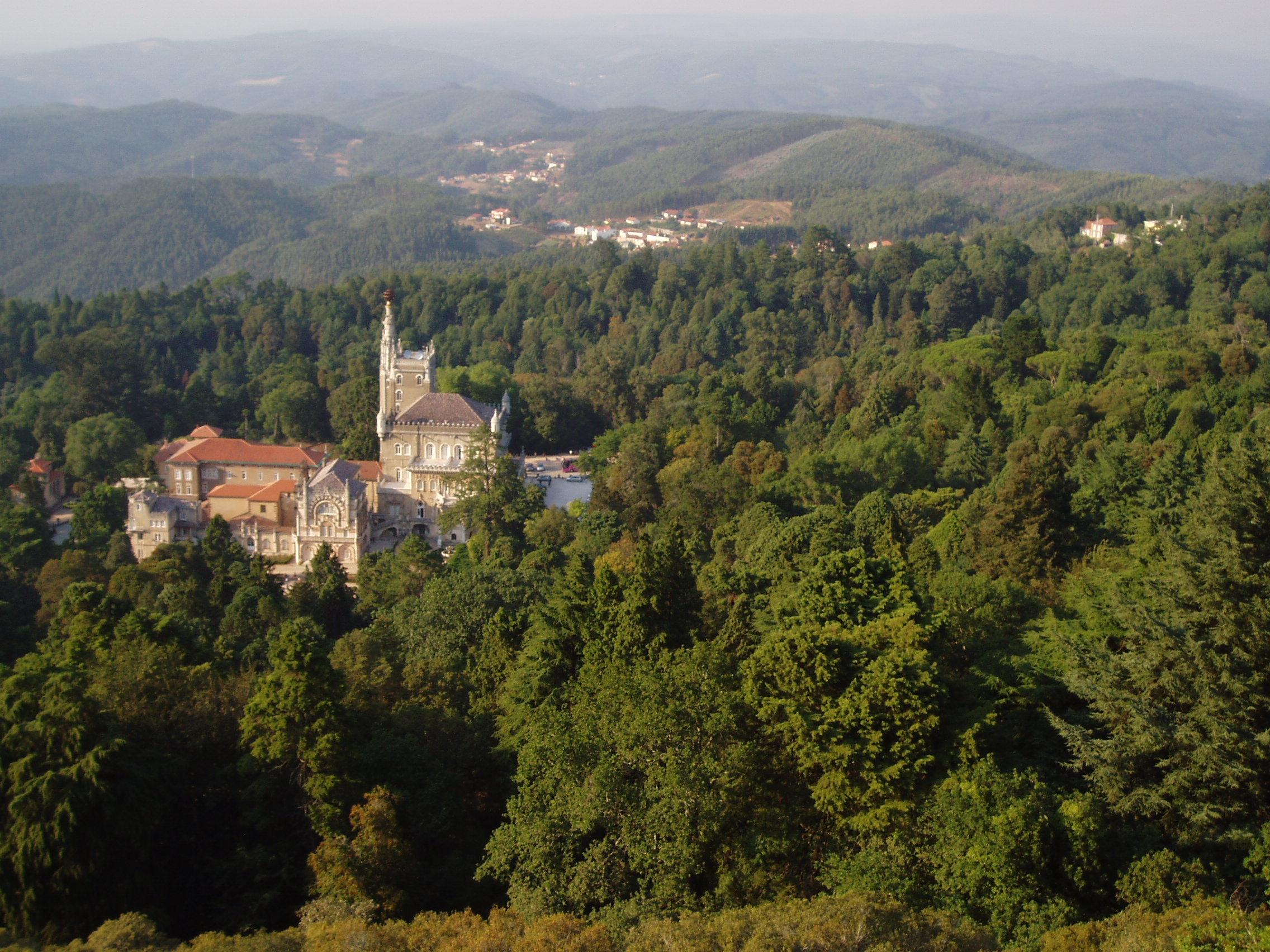
布薩庫山

布薩庫山（葡萄牙語：Serra do Buçaco）是位於葡萄牙的一處山脈。布薩庫山的最高峰是克魯斯山，高549米。山脈內有一個創建於1628年的加爾默羅會修道院。